# Back in the USA
Back in the USA var rockbandet MC5:s andra album, utgivet 1970. Med albumet tog MC5 ett steg bakåt i tiden från den svängiga okontrollerade 70-talsrocken de hade på sitt första album Kick Out the Jams (1969) till ett mer rockabillyinspirerat sound. Skivan inleds med en cover av Little Richards "Tutti Frutti" och avslutas med en cover av låten "Back in the U.S.A." av Chuck Berry som också gav namnet till skivan.

## Låtlista
1. "Tutti Frutti" - 1:28
2. "Tonight" - 2:26
3. "Teenage Lust" - 2:34
4. "Let Me Try" - 4:14
5. "Looking at You" - 3:01
6. "High School" - 2:41
7. "Call Me Animal" - 2:05
8. "The American Ruse" - 2:30
9. "Shakin' Street" - 2:20
10. "The Human Being Lawnmower" - 2:23
11. "Back in the U.S.A." - 2:26